# Aristida sieberiana
Espèce
Classification phylogénétique
Aristida sieberiana Trin. (1821) est une espèce de Poaceae (graminées) du Sahara central et méridional. Le type provient d'Israël.
Synonymes :
- A. longiflora Schumach., Beskr. Guin. PI.: 68 (1827). Type du Ghana.
- A. leiocalycina Trin. & Rupr., Sp. Gram. Stip.: 161 (1842). Type du Ghana.
- A. pallida Steud., Syn. P1. Glum. I: 143 (1854). Type du Soudan.
- A. aristidis Coss. in Batt. & Trab., Fl. Alg., Monocot.: 158 (I895). Type de Tunisie.
- A. stipiformis Lam. var. paoliana Chiov. in Ann. Bot. Roma I3: 371 (1915). Type de Somalie.
- A. paoliana (Chiov.) Henr. in Med. Rijks Herb. Leiden 54A: 420 (1927).
- A. schebehliensis Henr., op. cit. 54B: 538 (1928). Type de Somalie.

## Description
Tige haute de 30-100 cm, généralement lâchement cespiteuse, souvent robuste et atteignant 3 mm de diamètre. Panicule linéaire à lancéolée, faiblement contractée. Glume inférieure longue de 8 à 15 mm, acuminée en une arête de (1-)2-5 mm. Glume supérieure longue de 15-20 mm, longuement acuminée en une arête de (1-)3-9 mm. Lemme longue de (5-)7-10 mm (sans le callus), lisse. Callus distinctement barbu vers le haut. Aristida sieberana est aisément reconnaissable par ses longues glumes inférieures et lemmes et par ses glumes longuement aristées. Dans le NE de l'Afrique tropicale, cependant, les dimensions de l'épillet peuvent atteindre celles de A. stenophylla. De tels spécimens à l'extrémité inférieure du gradient de taille ont été anciennement placés dans une espèce distincte: A. paoliana.

## Distribution
Du Sénégal à la Somalie. Vers le Nord jusqu'en Tunisie et Israël, vers le Sud jusqu'au Cameroun et le nord du Kenya.